# Narciso Lalana
Narciso Lalana – hiszpański malarz i konserwator sztuki. Malował obrazy przedstawiające kościoły i przedmioty religijne, portrety olejne i miniatury.
Studiował w Akademii św. Łukasza w Saragossie, w 1820 został jej członkiem, a w 1830 dyrektorem wydziału malarstwa. Dzielił pracownię z rzeźbiarzem Tomásem Llovetem, gdzie przyjmowali uczniów. Wspólnie pracowali także nad katalogiem dzieł Akademii, który opublikowano w 1826.